# Episodi di Rookie Blue (seconda stagione)
La seconda stagione della serie televisiva Rookie Blue, composta da 13 episodi, è stata trasmessa in prima visione assoluta in Canada da Global TV dal 23 giugno all'8 settembre 2011.
In Italia la stagione è stata trasmessa in prima visione a pagamento da Steel, canale della piattaforma Mediaset Premium, dal 29 ottobre 2011 al 21 gennaio 2012; in chiaro è stata trasmessa da Italia 1 dal 9 luglio 2012.
| nº | Titolo originale      | Titolo italiano               | Prima TV Canada   | Prima TV Italia  |
| -- | --------------------- | ----------------------------- | ----------------- | ---------------- |
| 1  | Butterflies           | La ragazza dal cappotto rosso | 23 giugno 2011    | 29 ottobre 2011  |
| 2  | Might Have Been       | Il vestibolo                  | 30 giugno 2011    | 5 novembre 2011  |
| 3  | Bad Moon Rising       | Il ladro di cervelli          | 7 luglio 2011     | 12 novembre 2011 |
| 4  | Heart & Sparks        | L'incendio doloso             | 14 luglio 2011    | 19 novembre 2011 |
| 5  | Stung                 | La trappola                   | 21 luglio 2011    | 26 novembre 2011 |
| 6  | In Plain View         | Porte aperte                  | 28 luglio 2011    | 3 dicembre 2011  |
| 7  | The One That Got Away | Pausa di riflessione          | 4 agosto 2011     | 10 dicembre 2011 |
| 8  | Monster               | Mostro                        | 11 agosto 2011    | 17 dicembre 2011 |
| 9  | Brotherhood           | Unità a cavallo               | 18 agosto 2011    | 24 dicembre 2011 |
| 10 | Best Laid Plans       | I migliori propositi          | 25 agosto 2011    | 31 dicembre 2011 |
| 11 | A Little Faith        | Un po' di fiducia             | 1º settembre 2011 | 7 gennaio 2012   |
| 12 | On The Double         | Di corsa                      | 8 settembre 2011  | 14 gennaio 2012  |
| 13 | God's Good Grace      | La grazia del buon Dio        | 8 settembre 2011  | 21 gennaio 2012  |

## La ragazza dal cappotto rosso
- Titolo originale: Butterflyes
- Diretto da: David Wellington
- Scritto da: Tassie Cameron

### Trama
Il mondo di Andy è sfatato quando una studentessa universitaria acqua e sapone viene colpita durante una sparatoria mentre assisteva ad un concerto. Sconvolta da questo atto di violenza senza senso inizia ad indagare sui dettagli, entrando così in pieno conflitto con la partner precedente di Luke, la detective Jo Rosati, una nuova detective del 15º distretto. Come Jo Rosati inizia ad investigare sul caso tra Luke ed Andy iniziano a volare scintille. Dov e Chris si prendono l'incarico di trovare l'assassino e Swarek è indeciso se aggregarsi o no ai Guns & Gangs.

## Il vestibolo
- Titolo originale: Might Have Been
- Diretto da: Paul Shapiro
- Scritto da: Semi Chellas

### Trama
Andy e Gail sono in missione sotto copertura come cameriere per ripulire un locale dove gira parecchia droga ma le cose non vanno lisce. Traci scopre di provare ancora qualcosa per la sua vecchia fiamma Jerry. Andy parla un po' troppo liberamente con Tori riguardo alla sua relazione con Luke.

## Il ladro di cervelli
- Titolo originale: Bad Moon Rising
- Diretto da: David Wellington
- Scritto da: Russ Cochrane

### Trama
Il fidanzamento tra Andy e Luke diventa ufficiale quando Andy trova un anello tra le cose di Luke. Intanto, mentre il 15º cerca il responsabile dell'omicidio di uno spacciatore, una donna si presenta come testimone dell'omicidio e Andy e Sam si trovano alle prese con un incidente stradale. Questo si rivela essere stato causato da uno psicopatico che colleziona cervelli (infatti trovano tre teste nella sua auto). Durante le ricerche, scoprono che lo psicopatico si chiama Daniel e risalgono al posto di lavoro, alla casa, e a Tania (una barista per la quale ha probabilmente perso la testa). Scoprono che la prossima vittima potrebbe essere proprio Tania e corrono a casa sua; intanto lui è già scappato e si trova a casa di Andy dove trova Luke, al quale ruba la pistola e spara due colpi. Gli spari vengono denunciati e subito Andy, Sam, Dov e Gail si precipitano sul luogo. Mentre Gail e Dov arrestano Daniel, Andy riconosce la pistola di Luke e corre subito in casa da questo, che è ancora vivo. L'episodio si conclude con Andy che tiene la mano a Luke, che si trova in terapia intensiva.

## L'incendio doloso
- Titolo originale: Heart & Sparks
- Diretto da: TW Peacocke
- Scritto da: Morwyn Brebner

### Trama
Una lavanderia va in fiamme dopo che altri quattro cantieri sono stati bruciati e si pensa ad un piromane. La piromane sembra essere una ragazza che conteneva cose sospette nello zaino. Questa, figlia di un avvocato, si rifiuta di parlare, ma poi confessa di aver appiccato il fuoco a quella lavanderia e a quei cantieri. Intanto Andy rimane bloccata nell'edificio insieme alla moglie del proprietario, rimasto morto nell'incendio. Alla fine la ragazza si scopre innocente e il vero responsabile risulta essere un amico del proprietario, pagato affinché venisse appiccato il fuoco e la moglie incassasse il denaro del risarcimento. La storia tra Trecy e Jerry continua nonostante lei sostenga di volere stare con il padre di suo figlio, Dex. Trecy dimentica il telefono a casa;cosicché Dex scopre dei messaggini amorosi da parte di Jerry e, preso dalla gelosia, si presenta in centrale e dà un pugno in faccia a Jerry.

## La trappola
- Titolo originale: Stung
- Diretto da: Paul Fox
- Scritto da: Noelle Carbone

### Trama
Le reclute con Sam organizzano una trappola per catturare dei truffatori. Uno di questi è uno spacciatore, che vuole collaborare dando la via di una grande piantagione di marijuana, rivelandosi, così, un testimone. Dov e Chris vengono mandati ad esplorare quel luogo, che alla fine si rivela essere un laboratorio pieno di trappole esplosive che mettono in pericolo la vita dei due agenti, in particolare di Dov. Intanto Nash e McNally stanno cercando una truffatrice, scappata dalla trappola durante l'arresto dello spacciatore. Luke, invece, si trova in un hotel con Jo, e i due finiscono con l'andare a letto insieme. Dex, padre del figlio Trecy, scoperta la relazione di questa ultima se ne va di casa, lasciando finalmente libera la donna di vivere la sua relazione con Jerry.

## Porte aperte
- Titolo originale: In Plain View
- Diretto da: David Wellington
- Scritto da: Adam Barken

### Trama
Il testimone di Jerry si rende introvabile e viene ucciso, e la ragazza dell'assassino viene portata in un hotel, in attesa dell'arrivo della madre per permettergli di stare in un posto sicuro, con l'agente Mcnally e Jo. Andy esce per comprare delle riviste e nel frattempo la ragazza colpisce Jo e scappa. Intanto è arrivata al 15º la madre di Peck, che tenta di scoprire qualcosa su sua figlia da Chris. Gli agenti sanno che la ragazza incontrerà l'assassino, che voleva ucciderla, e la raggiungono in tempo catturando entrambi. Lui non parla e lei si prende la colpa dell'omicidio. Andy scopre il tradimento di Luke con Jo e se ne va da casa lasciando lì l'anello.

## Pausa di riflessione
- Titolo originale: The One That Got Away
- Diretto da: Steve DiMarco
- Scritto da: Tassie Cameron

### Trama
Luke e Andy dicono a tutti di aver preso una pausa di riflessione. Intanto una donna, alla quale era stata rubata della biancheria intima, è stata legata e quasi uccisa. Il caso viene ricollegato a un ex caso di Luke, che viene però cacciato da questo. L'unica a credere in lui è Andy che va a cercare delle prove in un garage, nel quale viene attaccata alle spalle, legata e quasi uccisa. Luke, per fortuna, è arrivato in tempo per salvarla e arrestare l'assassino di alcune donne, che però non c'entrava nulla con il caso della donna quasi uccisa. Il vicino di casa, che era un testimone, si rivela invece essere colpevole. Jo discute con Luke e lascia il 15º distretto.

## Mostro
- Titolo originale: Monster
- Diretto da: John Fawcett
- Scritto da: Sean Reycraft

### Trama
Una banca viene rapinata e il direttore massacrato di botte. Una mazzetta di colore blu esplode e permette di trovare il responsabile di questa rapina. Un uomo con la faccia mezza blu, che nasconde qualcosa che sta ai poliziotti scoprire. Intanto viene arrestato un uomo ubriaco che si scopre essere malato e tutto il distretto viene messo in quarantena: nessuno può entrare o uscire. Si scopre che l'uomo è sposato e che la possibile complice sia la moglie, così gli unici agenti rimasti fuori (Luke e Dov con la ragazza) procedono all'arresto. Alla fine la malattia risulta non essere contagiosa.
Intanto Sam fa sfogare Andy tirando di boxe.

## Unità a cavallo
- Titolo originale: Brotherhood
- Diretto da: Steve DiMarco
- Scritto da: Adam Pettle

### Trama
Inizia "l'addestramento" per l'unità a cavallo. Intanto Dov, Sam, Gail e Nash si occupano di una ragazza, che ha chiamato dando il falso allarme di una bomba in un ristorante. Nash parla con la ragazza, Sam e Oliver scoprono che le notizie fornitegli da questa non erano vere e si dirigono subito a casa della ragazza, convinti che il fidanzato Kenny volesse ucciderla. Dov ha una reazione indesiderata dovuta ad una pastiglia presa per il mal di schiena e sotto l'effetto del farmaco inizia a blaterare cose senza senso e dice a Gail di amarla. Nash, che faceva compagnia alla ragazza riesce a fermare Kenny.

## I migliori propositi
- Titolo originale: Best Laid Plans
- Diretto da: John Fawcett
- Scritto da: Russ Cochrane

### Trama
Un bambino viene rapito durante un compleanno e il rapitore spara ad un animatore vestito da pollo. Nella ricerca del rapitore, Sam e Andy si imbattono in un incidente di cui è vittima una donna, che è rimasta bloccata nella sua auto con alcune ferite piuttosto gravi. Andy si prende cura di lei mentre Sam, insieme a Oliver, Chris e Dov, si addentra nella foresta alla ricerca dell'uomo con il bambino. La macchina con Andy e la donna inizia a prendere fuoco, ma Andy riesce a salvarla e nel frattempo arrivano i soccorsi. L'uomo viene catturato e il bambino riportato alla madre. Chris scopre ciò che è successo tra Gail e Dov. Andy chiama Sam, ma lui ha già iniziato la missione sotto copertura.

## Un po' di fiducia
- Titolo originale: A Little Faith
- Diretto da: Sturla Gunnarsson
- Scritto da: Sherry White

### Trama
Nash, Andy e Dov vengono scelti per una missione sotto copertura nel quale vengono lasciati, per un giorno intero, senza soldi e pistole e devono riportare più soldi e droga possibile al distretto. Chris e Gail lavorano, invece, sul caso di un ragazzo legato ad un albero in un cimitero. Dov va per la sua strada; Andy e Nash, invece, vanno in un hotel e cercano di guadagnare soldi giocando a biliardo. Lì incontrano Sam (sotto copertura come JD) e mentre Nash accompagna una ragazza all'ospedale, Andy va da lui, finendo a letto insieme.

## Di corsa
- Titolo originale: On The Double
- Diretto da: Peter Wellington
- Scritto da: Ellen Vanstone

### Trama
Andy e Sam continuano la loro relazione e questo mette in serio pericolo la copertura di Sam. Gli altri, intanto, si occupano dell'omicidio di uno spacciatore, commesso da una ragazza che i testimoni della sparatoria dicono essere una poliziotta di nome Peck. Andy capisce di aver parlato troppo con un pericoloso assassino e di aver messo Sam in pericolo di vita, così corre subito da Frank.

## La grazia del buon Dio
- Titolo originale: God's Good Grace
- Diretto da: David Wellington
- Scritto da: Tassie Cameron

### Trama
Sam Swarek viene rapito dall'assassino al quale stava alle calcagna, perché la sua copertura è saltata per via della sua relazione con Andy. Andy in panico si precipita all'appartamento di Sam, dove comprende che la situazione è grave. Successivamente Andy e gli altri trovano una pista sul luogo dove può essere prigioniero Sam, scoprendo però che c'è qualcosa che non va, a causa di un insabbiamento fatto dal coordinatore del Guns & Gangs. Scoperto tutto ciò, finalmente si precipitano sul posto in cui Sam è rinchiuso, proprio mentre sta avendo una colluttazione col suo rapitore.